# Urdarbrunnen

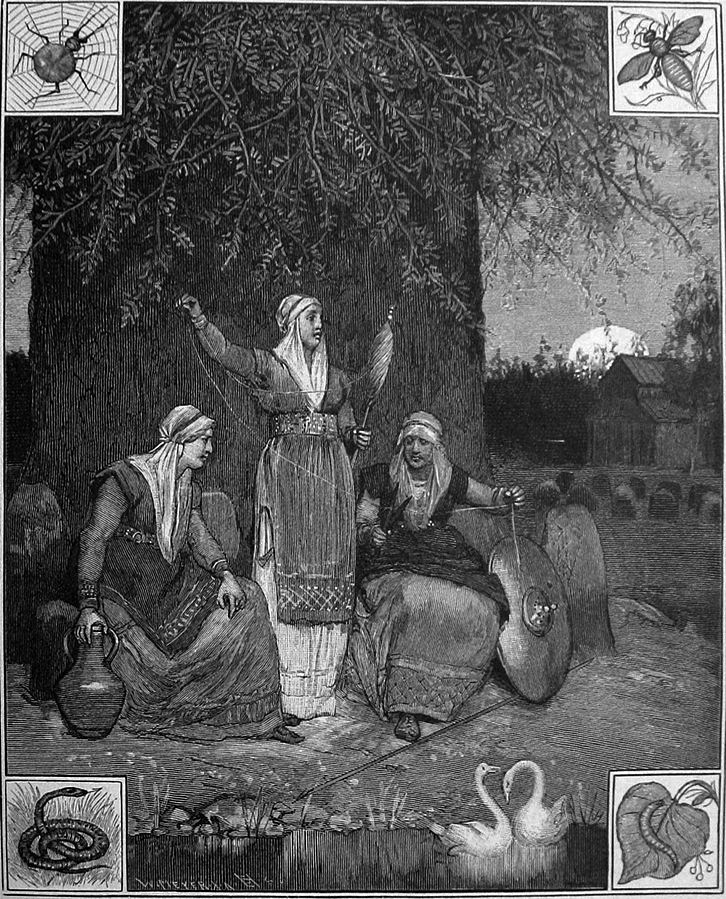
Nornorna spinner ödets trådar vid Urdarbrunnen.

Urdarbrunnen eller Urds brunn (”ödesbrunnen”) är i nordisk mytologi ödets källa som är belägen vid Yggdrasils fot invid gudarnas tingsställe.
Vid Urdarbrunnen bodde nornorna Urd, Verdandi och Skuld. De öste varje dag ur urdarbrunnen på den stora asken Yggdrasil för att trädet inte skulle vissna.
Citat från Poetiska Eddan:
En ask vet jag stå, Yggdrasil heter den
dess höga stam är stänkt med vitgrus;
dädan kommer dagg som i dalar faller,
grön står asken vid Urds brunn alltid.
Völvans spådom, vers 19